# Agenacris
Agenacris is een geslacht van rechtvleugeligen uit de familie veldsprinkhanen (Acrididae). De wetenschappelijke naam van dit geslacht is voor het eerst geldig gepubliceerd in 1979 door Amédégnato & Descamps.

## Soorten
Het geslacht Agenacris omvat de volgende soorten:
- Agenacris debilis Amédégnato & Descamps, 1979
- Agenacris fervens Amédégnato & Descamps, 1979
- Agenacris maculicrus Amédégnato & Descamps, 1979
- Agenacris subbrevis Amédégnato & Descamps, 1979